# Okeechobee
Okeechobee er en amerikansk by og administrativt centrum for det amerikanske county Okeechobee County i staten Florida. Byen har et indbyggertal på 5.254 (2020) indbyggere.